# Augusto Fernández
Augusto Matías Fernández (Pergamino, 10 de abril de 1986) é um ex-futebolista argentino que atuava como meia.

## Carreira
Iniciou a sua carreira no River Plate. Por uma temporada defendeu o Saint-Étienne e em seguida o Vélez Sársfield.
Após uma passagem pelo Celta de Vigo, foi contratado pelo Atletico de Madrid em janeiro de 2016.
Em janeiro de 2018, Augusto se transferiu para o Beijing Renhe.

## Seleção Nacional
Estreou pela Seleção Argentina principal em 14 de setembro de 2011 em partida amistosa contra o Brasil.
Compôs o elenco que disputou a Copa do Mundo FIFA de 2014. 

## Títulos
River Plate
- Campeonato Argentino: Clausura 2008

Vélez Sársfield
- Campeonato Argentino: Clausura 2011

Atlético de Madrid
- Copa Audi: 2017